# رندزبرگ
شهر رندزبرگ (به آلمانی: Rendsburg) در ایالت اشلسویگ-هل‌اشتاین در کشور آلمان واقع شده‌است.